# Liste der Bodendenkmäler in Röslau
Auf dieser Seite sind die Bodendenkmäler in der oberfränkischen Gemeinde Röslau zusammengestellt. Diese Tabelle ist eine Teilliste der Liste der Bodendenkmäler in Bayern. Grundlage ist die Bayerische Denkmalliste, die auf Basis des Bayerischen Denkmalschutzgesetzes vom 1. Oktober 1973 erstmals erstellt wurde und seither durch das Bayerische Landesamt für Denkmalpflege geführt wird. Die folgenden Angaben ersetzen nicht die rechtsverbindliche Auskunft der Denkmalschutzbehörde.

## Bodendenkmäler der Gemeinde Röslau

### Bodendenkmäler in der Gemarkung Dürnberg
| Lage                | Objekt                         | Akten-Nr.     | Bild |
| ------------------- | ------------------------------ | ------------- | ---- |
| Dürnberg (Standort) | Bergbauareal des Mittelalters. | D-4-5837-0045 |      |

### Bodendenkmäler in der Gemarkung Oberröslau
| Lage                  | Objekt | Akten-Nr.     | Bild |
| --------------------- | --- | ------------- | ---- |
| Oberröslau (Standort) | Bergbauareal mit verschütteten Stollenanlagen des Mittelalters und der frühen Neuzeit.                                                      | D-4-5937-0004 |      |
| Oberröslau (Standort) | Untertägige Bauteile der bestehenden St.-Johannes-Kirche aus der frühen Neuzeit sowie Fundamente eines spätmittelalterlichen Vorgängerbaus. | D-4-5937-0030 |      |